# Hans-Peter Portmann
Hans-Peter Portmann, né le 22 février 1963 à Bülach (originaire de Zurich et Sempach) est une personnalité politique suisse, membre du Parti démocrate-chrétien jusqu'en 1999, puis du Parti libéral-radical. 
Il est député du canton de Zurich au Conseil national depuis mai 2014.

## Biographie
Hans-Peter Portmann naît le 22 février 1963 à Bülach, dans le canton de Zurich. Il est originaire de la ville de Zurich et de Sempach, dans le canton de Lucerne.
Hans-Peter Portmann a le grade de colonel à l'armée. Il vit en partenariat enregistré à Rüschlikon.

### Formation et parcours professionnel
Après un apprentissage de banquier de 1980 à 1983 auprès de la Société de banque suisse, Hans-Peter Portmann travaille dans plusieurs instituts bancaires à Zurich (et à Londres en 1987)[réf. souhaitée]. Il obtient par la suite une maîtrise en administration des affaires du Zentrum für Unternehmungsführung[réf. souhaitée].
Il occupe un poste de directeur auprès de la filiale zurichoise de la LGT Bank depuis 2003. Il est également vice-président du comité de l'association zurichoise des banquiers.

## Parcours politique
Hans-Peter Portmann est élu au Conseil cantonal de Zurich en 1995 sous les couleurs du Parti démocrate-chrétien. Il est réélu en 1999, cette fois sous les couleurs du Parti libéral-radical après s'être brouillé avec son précédent parti à la suite d'une candidature sauvage au Conseil des États. Il n'est pas réélu en 2003, mais accède à nouveau au Parlement zurichois à mi-législature, en 2005, après la démission de Thomas Isler et le désistement du premier candidat non élu qui le précédait sur la liste de son parti. Il est réélu en 2007 et 2011.
Il accède en mai 2014 au Conseil national après l'élection de Filippo Leutenegger à l'exécutif de la ville de Zurichet déclare à cette occasion : « Qu'une personne comme moi ait été élue au Parlement ne va pas de soi dans tous les pays ». Il est réélu à trois reprises (2015, 2019 et 2023). Il siège dans la Commission de politique extérieure, après avoir brièvement été membre, de 2014 à 2015, de la Commission de la science, de l'éducation et de la culture. Le quotidien Le Temps le qualifie en 2021 de « membre influent » de la commission.